# ペドロ・ルイ・ダ・モタ・ヴィエイラ・マルティンス
ペドロ・ルイ・ダ・モタ・ヴィエイラ・マルティンス（ポルトガル語: Pedro Rui da Mota Vieira Martins、1970年7月17日 - ）は、ポルトガルの元サッカー選手、現サッカー指導者。元ポルトガル代表。選手時代のポジションはMF。

## クラブ歴
地元のCDフェイレンセでサッカー選手となり、選手初年度にプリメイラ・リーガに昇格した。1989年8月19日に19歳でプリメイラ・リーガにフル出場し、1部初出場を記録、攻撃的ミッドフィールダーとして起用されていた。
1994年にヴィトーリア・ギマランイスに移籍し1995-95シーズンにはキャリアハイの5得点を記録した他、UEFAカップ1995-96出場にも貢献した。
1995年夏にスポルティング・クルーベ・デ・ポルトゥガルに同名のチームメイトであるペドロ・バルボーザとともに移籍。1997年8月27日にはUEFAチャンピオンズリーグにも初めて出場した。
1998年にボアヴィスタFCに移籍すると、その後はCDサンタ・クララ、FCアルヴェルカに在籍した。34歳で選手を引退した。

## 代表歴
ポルトガル代表としては1997年3月29日に行われた1998 FIFAワールドカップ・ヨーロッパ予選の北アイルランド代表戦で途中出場した。

## 監督歴
選手引退後はヴィトーリア・セトゥーバルやFCポルト、CFベレネンセスでアシスタントコーチを務めた。
2006年にCFウニオン・デ・ラマスで監督に就任、その後もルシタニアFCロウロサ、SCエスピーニョで監督を務めた。
2010年にCSマリティモBで監督に就任すると、ミッチェル・ファン・デル・ガーグ監督が解任された事により、すぐにCSマリティモの監督に昇格した。2011-12シーズンを5位で終え、UEFAヨーロッパリーグ 2012-13 予選への出場権を獲得、そのままUEFAヨーロッパリーグ 2012-13 グループリーグまでクラブを導いた。2014年4月に同年6月末日付での退任を発表した。
2014年夏にリオ・アヴェFCの監督に就任。2015-16シーズンにリーグを6位で終え、UEFAヨーロッパリーグ 2016-17 予選出場権を確保したものの、2016-17シーズンの指揮を執る事なく退任した。
2016年5月23日に2年契約でヴィトーリア・ギマランイスの監督に就任。2016-17シーズンを4位で終え、UEFAヨーロッパリーグに出場した。タッサ・デ・ポルトガルでも準優勝の記録を残したものの、それ以外での結果が振るわず退任。
2018年4月9日にはオスカル・ガルシアの後任として2020年6月までの契約でオリンピアコスFCの監督に就任した。2019-20シーズンにギリシャ・スーパーリーグ45回目の優勝を齎した他、キペロ・エラーダスも優勝し、同シーズン2冠を達成した。2020年10月21日に行われたUEFAチャンピオンズリーグ 2020-21 グループリーグ第1節ではオリンピック・マルセイユを下し、オリンピアコスでUEFA主催試合15勝を達成、これはドゥシャン・バイェヴィッチの持っていた14勝の記録を追い抜いてクラブ史上最多勝利監督となった
。
2022年11月、カタール・スターズリーグのアル・ガラファに監督として契約した。